# Red Dead Redemption 2
Red Dead Redemption 2 (укр. Кров, смерть та спокута 2) — це пригодницька відеогра, розроблена і видана Rockstar Games. Це третя частина в серії Red Dead, і приквел до гри Red Dead Redemption. Сюжет гри розгортається в 1899 році у вигаданій версії середнього заходу і півдня Сполучених Штатів. У центрі сюжету злочинець Артур Морґан, член банди Ван дер Лінде, який намагається вижити проти урядових сил, ворожих банд та інших ворогів. Історія також слідує за іншим членом банди Джоном Марстоном, головним героєм першої Red Dead Redemption.
Гра представлена як від першої, так і від третьої особи. Гравець може вільно переміщатися в інтерактивному відкритому світі. Елементи ігрового процесу включають перестрілки, викрадення, полювання, верхову їзду, взаємодію з будь-яким неігровим персонажем (NPC) і підтримання рейтингу честі персонажа за допомогою моральних рішень і вчинків. Система рейтингу, аналогічна зірочкам розшуку в серії Grand Theft Auto, визначає реакцію правоохоронних органів і мисливців за головами на злочини вчинені гравцем. Red Dead Online, розрахований на багатокористувацьку гру, був випущений в бета-версії в листопаді 2018 року, та вийшов повністю в травні 2019 року.
Розробка гри розпочалася незабаром після виходу Red Dead Redemption і була поділена між усіма студіями Rockstar в усьому світі. Команда розробників будувала світ на основі реальних локацій на відміну від фільму чи мистецтва, зосередившись на створенні точного відображення часу з героями гри та світом. Гра була першою побудованою спеціально для консолей, Rockstar протестувала їхні технічні можливості під час перенесення Grand Theft Auto V на PS4 і Xbox One. Саундтрек гри має оригінальні мелодії, створені Вуді Джексоном, та кілька вокальних треків, створених Даніелем Лануа. Red Dead Redemption 2 вийшла на PlayStation 4 та Xbox One у жовтні 2018 року, а для Microsoft Windows та Google Stadia — у листопаді 2019 року.
Red Dead Redemption 2 побила кілька рекордів і стала другою найуспішнішою грою в історії на старті продаж, принісши 725 мільйонів доларів за перші вихідні, що більше ніж дохід першої Red Dead Redemption за перші 2 тижні. Вона отримала широке визнання від критиків, які виділили її історію, персонажів, відкритий світ, графіку та високий рівень деталізації. Вважається прикладом відеогри як форми мистецтва, вона отримала нагороди «Гра року» від кількох ігрових видань. Є однією з найпродаваніших відеоігор усіх часів із тиражем понад 45 мільйонів примірників.

## Ігровий процес
Red Dead Redemption 2 — пригодницька відеогра у відкритому світі в стилі вестерн. Ігровий процес відбувається з виглядом від третьої, або від першої особи, а гравець керує Артуром Морґаном — авантюристом членом банди Ван дер Лінде. У грі представлений як самітний, так і мережевий режими.
Гра повертає і глибоко вдосконалює механіки попередньої гри, як-от битви, стрілянина, система честі та багато іншого. Вона також має багато нових функцій, а саме стрільбу з двох рук та плавання.
Гра зосереджується, переважно, на виборах гравця в сюжетах та місіях. Деякі моменти історії дають гравцям можливість прийняти або відмовитись від додаткових місій та сформувати сюжет оснований на своїх виборах. Під час першого огляду IGN, на тему про те, як вибір гравців може впливати на взаємодію та місії, Роб Нельсон, співголова в Rockstar North, сказав: «Ми намагаємося надати вам варіанти в рамках багатьох місій, щоб вибрати, як ви підійдете до цього, чи будете ви першими відправляти своїх друзів, чи вирушите самі».
Гравці можуть спілкуватися з будь-якими другорядними персонажами (NPC) динамічними способами, новими для цієї серії. Артур може вибрати різні діалогові гілки з NPC, як простої дружньої розмови з персонажем, так і погрожувати йому заради особистого інтересу, або ж вони можуть вбити його і пограбувати труп.
Red Dead Redemption 2 містить псування предметів, як-от спорядження і зброя, що потребують очищення та змащування. Гравець може зайти до перукаря, аби змінити зачіску; однак, стилі доступні лише гравцям залежно від того, скільки волосся має їхній персонаж, а волосся росте протягом усього періоду. Морґан також може набрати вагу, або схуднути, залежно від того, скільки він їсть (особливість відсутня в попередніх іграх Rockstar, окрім Grand Theft Auto: San Andreas). Персонажі мають різні набори одягу, для різних погодних умов, а також мають регулярно їсти й митися. Деякі дії, які були зроблені автоматичними, були докладно розширені, зокрема знімання шкури тварин та вивчення об'єктів.
В Red Dead Redemption 2 є полювання та риболовля, які забезпечують їжею, доходом та матеріалами для виготовлення предметів. Під час полювання на тварину гравцям доведеться рухатися повільно й ретельно, стежити за напрямком вітру, щоб не бути поміченим своєю здобиччю. Вибір зброї та варіанти пострілів, також є важливими і вплинуть на якість м'яса та шкури, що, у свою чергу, вплине на ціну, яку крамарі заплатять за них. Якщо їх поранити, вони будуть намагатися втекти.
Після успішного полювання, гравці можуть зняти шкіру тварини на місці, або ж взяти з собою. Тваринні шкури й туші з часом будуть згнивати, якщо вони не оброблені належним чином, а це знижує їхню цінність, а також вони починають смердіти, що робить персонажа мішенню для диких тварин за межами міста. Шкури, м'ясо та цілі туші можуть бути завантажені на коней для продажу м'ясникам, чи на загальному базарі в місті, відвезені в табір, або використані для одягу та інших предметів. Трапери можуть створювати екзотичніші товари для гравців.

## Музика
У кінці квітня 2017 року з'явилася інформація, що над музикою для гри працює аргентинський композитор Ґуставо Сантаолалья, який раніше написав музику до гри The Last of Us, проте ближче до виходу гри було підтверджено, що за написання музики до гри відповідає Вуді Джексон, який також був композитором першої Red Dead Redemption.

### Перша інформація
Офіційно, роботу над грою Rockstar Games підтвердили 12 липня 2012 року, коли під час сесії запитань та відповідей завірили фанатів, що в майбутньому варто очікувати новин про серію Red Dead. Пізніше, у серпні, видавець Take-Two Interactive зареєстрував торгову марку RED DEAD. 7 березня 2013 року на зустрічі конференції Wedbush Transformational Technologies головний операційний директор Take-Two Карл Слатофф розповів, що серія Red Dead має дуже важливе значення для їх компанії, а в травні 2014 року голова Take-Two Штраус Зельник заявив, що вона є « постійною» франшизою, включно із серіями Grand Theft Auto і Borderlands. У серпні 2015 року був зареєстрований домен REDDEAD.ONLINE.
13 квітня 2016 року в Мережі з'явилося фото із зображенням концепт-арту карти, якби не анонсованої ігри серії Red Dead. Через декілька днів, 15 квітня, британське видання TechRadar посилаючись у своїй заяві на джерело близьке до Rockstar Games, підтверджило довжину карти, при цьому додає, що нова гра буде приквелом до Red Dead Redemption. Наприкінці травня 2016 року у вебпортфоліо колишнього співробітника Rockstar San Diego, художника Метта Клайна, був виявлений скриншот від 17 серпня 2015 року під підписом «RDR2». На ньому користувачі розгледіли певну місцевість з халабудою, яка не присутня в оригінальній Red Dead Redemption, а також помітний ефект хроматичної аберації, що з'явився тільки в новій версії рушія RAGE з виходом Grand Theft Auto V на ігрові консолі восьмого покоління. Після реакції ігрових видань, 2 червня автор видалив зображення з альбому. 11 червня 2016 року на особистому сайті художниці Рахіль Доймо, що працювала в Rockstar London до лютого 2014 року, були знайдені концепт-арти невідомого проєкту з тематикою дикого заходу, пізніше вони також були видалені.

## Розробка
Розробка Red Dead Redemption 2 зайняла вісім років; в той час, як попередніми іграми випущеними Rockstar Games, займалися окремі внутрішні студії в різних країнах, наприклад Rockstar North, або Rockstar San Diego, але у створенні Red Dead Redemption 2 брали участь всі підрозділи компанії в усьому світі, що працюють злагоджено, як одна команда. Вона є першою грою Rockstar Games при створенні якої, розробники спочатку орієнтувалися на апаратне забезпечення ігрових консолей восьмого покоління. Гра заснована на оновленій версії ігрового рушія Rockstar Advanced Game Engine.

### Анонс
Починаючи з 16 жовтня 2016 року і наступного дня о 09:00 EDT (14:00 UTC), компанія Rockstar Games на офіційному сайті і в соціальних мережах, почала швидкий анонс гри за допомогою зображень з характерним художнім стилем. Значна увага новинних видань, призвела до зростання цін на акції видавця Take-Two Interactive на 5,7 %. 18 жовтня Red Dead Redemption 2 була офіційно анонсована, і оголосили час показу першого трейлера і заплановану дату релізу гри — осінь 2017 року на консолі PlayStation 4 і Xbox One. Після заяви про вихід гри тільки на консолі, деякі гравці створили петицію з проханням випустити її та на ПК.
20 жовтня в намічений час, о 11:00 EDT (16:00 UTC) дебютний трейлер був опублікований. Здебільшого він показує пейзажі гри, природу і міські поселення, на тлі закадровий голос радить бігти, не озираючись назад, коли прийде час; трейлер закінчується кадрами на яких семеро персонажів, чиї обличчя закриті банданами, скачуть на конях галопом прерією. Тоді ж Sony Interactive Entertainment оголосила про укладення партнерської угоди з Rockstar Games, унаслідок чого, користувачі PlayStation 4 отримують ранній доступ до онлайн контенту Red Dead Redemption 2. 23 жовтня трейлер гри показали під час Sunday Night Football на каналі NBC, така реклама обійшлася Rockstar Games в $ 1,4 мільйона.
7 лютого 2017 року голова Take-Two Штраус Зельник запевнив, що багатокористувацький режим гри Red Dead Redemption 2 не буде конкурувати з Grand Theft Auto Online.
22 травня Rockstar Games опублікувала перші сім світлин гри й оголосила про перенесення її виходу на весну 2018 року, коментуючи це тим, що їм необхідний додатковий час, щоб зробити «настільки якісний проєкт, наскільки це можливо». У той же час, розробники пообіцяли надати нову інформацію про проєкт, влітку 2017 року, але на наступний день, генеральний директор Take-Two Штраус Зельник в інтерв'ю журналу The Market for Computer & Video Games уточнив, що гра не буде показана на виставці Electronic Entertainment Expo 2017.
2 серпня, під час фінансового звіту Take-Two за перший квартал 2018 фінансового року, президент компанії Карл Слатофф, відмовився коментувати можливість виходу ПК-версії гри.
У рекомендованих вимогах Red Dead Redemption 2 вказана Windows 10 версії 1803, якщо у Вас буде версія нижче, гра не запуститься.

## Відгуки
| Агрегатор  | Оцінка                     |
| ---------- | -------------------------- |
| Metacritic | (PS4) 97/100 (XONE) 97/100 |

| Видання                   | Оцінка      |
| ------------------------- | ----------- |
| Destructoid               | 9.5/10      |
| Edge                      | 10/10       |
| Electronic Gaming Monthly | 10/10       |
| Game Informer             | 10/10       |
| GameSpot                  | 9/10        |
| GamesRadar+               | 5/5 зірок   |
| Giant Bomb                | 5/5 зірок   |
| IGN                       | 10/10       |
| USgamer                   | 4.5/5 зірок |

Red Dead Redemption 2 отримала загальне визнання від критиків, згідно з оглядом агрегатора Metacritic. Гра має найвищий бал на PlayStation 4 та Xbox One на Metacritic, разом з Grand Theft Auto V.
У грудні 2016 року відомий японський геймдизайнер і режисер Хідео Кодзіма розповідав про те, що Red Dead Redemption 2 є для нього найочікуванішою грою в 2017 році.

## Red Dead Online
Мультиплеєрна частина гри Red Dead Redemption 2 під назвою Red Dead Online була випущена як публічна бета-версія 27 листопада 2018 року спочатку для гравців, які володіли спеціальною версією (special edition) базової гри, а потім поступово стала доступною для всіх власників гри. Увійшовши в ігровий світ, гравці налаштовують персонажа та можуть вільно досліджувати навколишнє середовище поодинці або в групі «загонів». У міру того, як гравці виконують дії в ігровому світі, вони отримують очки досвіду, щоб підвищити ранг своїх персонажів і отримати бонуси, таким чином прогресуючи в грі. Попри те, що Red Dead Online і Red Dead Redemption 2 мають спільні ресурси та ігровий процес, Rockstar розглядає їх як окремі продукти з незалежними траєкторіями, що відображено в їх рішенні запустити мультиплеєрну частину гри окремо. Прогресування гравців у публічній бета-версії перенесено після закінчення бета-версії 15 травня 2019 року. Окремий клієнт для Red Dead Online, для якого не потрібна базова гра, був випущений 1 грудня 2020 року для PlayStation 4, Windows і Xbox One. Вміст після випуску додається до гри через безкоштовні оновлення. У липні 2022 року Rockstar оголосила, що Red Dead Online більше не отримуватиме серйозних оновлень, натомість зосереджуючись на менших місіях і розширенні існуючих режимів, оскільки ресурси для розробки були перенаправлені на GTA Online та наступну гру в серії Grand Theft Auto.